# Liste der Bodendenkmäler in Wermelskirchen
Die folgende Liste enthält die offiziellen Bodendenkmäler auf dem Gebiet der Stadt Wermelskirchen, Rheinisch-Bergischer Kreis, Nordrhein-Westfalen (Stand: Juni 2015)
| Nr. | Nr. LVR | Bezeichnung (hauptsächliche Bestandteile)                                                                          | örtliche Zuordnung | zeitliche Zuordnung      | Gemarkung            | Flur | Flurstück | Datum der Eintragung   |
| 1   | B37     | mesolithischer Fundplatz                                                                                           | Dabringhausen      | mittlere Steinzeit       | Dabringhausen        | 11   | 142, 217, 218, 342, 345, 61, Teil aus 139                                                                                                  | 29.11.1990, 02.10.1992 |
| 2   | B64     | Wellershauser Hammer (Wehre, Obergraben, Hammerteich)                                                              | Eschbachtal        | Frühneuzeit              | Oberhonnschaft       | 1    | 13, 17, 18, 20, 23, 24, Teil aus 265, Teil aus 492                                                                                         | 13.12.2004, 18.10.2010 |
| 3   | B66     | Zurmühler Hammer (Hammerwerk, Hammerteich, Untergraben, Obergraben)                                                | Eschbachtal        | Frühneuzeit              | Dorfhonnschaft       | 1    | 176, 179, 250, Teil aus 168, Teil aus 169, Teil aus 170, Teil aus 249, Teil aus 251, Teil aus 252, Teil aus 253                            | 14.03.2005, 19.11.2010 |
| 4   | B71     | Hohlwegesystem Zurmühle (Hohlwege)                                                                                 | Eschbachtal        | Mittelalter, Frühneuzeit | Dorfhonnschaft       | 1    | 163, 215, 236, 217, 228, 239, 160 | 07.11.2005, 18.11.2010 |
| 5   | B65     | Johanneskotten (Hammerwerk, Obergraben, Untergraben, Hammerteich)                                                  | Eschbachtal        | Frühneuzeit              | Dorfhonnschaft       | 1    | 2, 3, 207 | 05.10.2006, 18.10.2010 |
| 6   | B69     | Hohlwegesystem Rausmühle (niedergelegtes Mühlengebäude, Obergraben, Untergraben, Teich, Hohlwege, Trassenbereiche) | Eifgental          | Mittelalter, Frühneuzeit | Niederwermelskirchen | 32   | 42, 44, 45, 46, 51, 61, 69, 71, 72, 73, 74, 76, 77, 78, 79, 80, 81, 82, 83, 84                                                             | 05.10.2006, 18.11.2010 |
| 7   | B70     | Industriewüstung Wolfhager Hammer (wüstgefallenes Hammerwerk, Obergraben, Teich, Untergraben)                      | Eschbachtal        | Frühneuzeit              | Dorfhonnschaft       | 19   | 253, 154, 155, 156, 157, 186, 223, 231, 232, 234, 161                                                                                      | 25.06.2007             |
| 8   | B63     | Dorfmüllers Hammer (Hammerwerk, Hammerteich, Obergraben, Untergraben)                                              | Eschbachtal        | Frühneuzeit              | Oberhonnschaft       | 1    | Teil aus 25, Teil aus 26, Teil aus 28, Teil aus 29, Teil aus 31, Teil aus 262, 263, Teil aus 264, Teil aus 376, Teil aus 377, Teil aus 483 | 18.11.2010             |
| 9   | B67     | Hohlwegesystem Preyersmühle (Hohlwege)                                                                             | Eschbachtal        | Mittelalter, Frühneuzeit | Dorfhonnschaft       | 19   | 59, 70, 73, 206, 111, 119, 197, 204 | 19.11.2010             |
| 12  | B73     | Burscheider Talsperre (Wehr, Dämme)                                                                                | Eifgental          | Beginn 20. Jh.           | Dabringhausen        | 2    | 3, 4, 202 | 11.05.2007             |